# Gustav Larsson
Gustav Larsson (n. 20 septembrie 1980, Gemla⁠(d), Comitatul Kronoberg, Suedia) este un ciclist suedez, medaliat olimpic. A participat la 3 ediții ale Jocurilor Olimpice (2004, 2008, 2012) în care a câștigat o medalie de argint.